# Барри, Усман
Эльхадж Усман Барри (фр. Elhadj Ousmane Barry; род. 27 сентября 1991, Конакри, Гвинея), также известный как Пато — гвинейский футболист, нападающий саудовского клуба «Аль-Ула».

## Карьера
В Африке Барри играл за футбольные клубы Гвинеи и Туниса: «Хоройя» и «Этуаль дю Сахель».
Дебютировал за сборную Гвинеи в 2011 году и участвовал в Кубке африканских наций 2012 года. Всего в 2011—2012 годах сыграл три матча. После 2012 года несколько раз вызывался в сборную, но на поле не выходил.
В июле 2012 года игрок был на просмотре в «Таммеке» и в конце месяца подписал контракт с клубом. Барри дебютировал за команду 29 сентября, когда вышел на замену во втором тайме и забил свой первый гол всего через пять минут. 21 октября 2012 года Пато сделал хет-трик в матче за сохранение прописки в элите против «Калев Таллин» и помог своей команде одержать победу со счётом 4:1. Несколько дней спустя он подписал новый трёхлетний контракт с клубом.
В январе 2013 года он перешёл в греческую «Кавалу» на правах аренды до конца 2012/13 сезона. Затем играл за венгерский «Кечкемет» и клубы низших дивизионов Греции. 25 июля 2015 года Барри подписал трёхлетний контракт с «Ларисой». В составе клуба стал победителем первого дивизиона сезона 2015/16. 29 июня 2016 года стороны разорвали контракт по обоюдному согласию.
В 2018 году Барри перешёл в саудовский клуб «Аль-Хазм». Поиграв за несколько других аравийских клубов, 23 сентября 2020 года вернулся в «Аль-Хазм», в составе которого выиграл Первый дивизион. 17 августа 2021 года перешёл в «Аль-Вахда Мекка», а 1 июля следующего года — в «Аль-Ухдуд». 7 июня 2023 года Барри подписал контракт с «Аль-Наджмой», которая как раз поднялась в Первый дивизион.
В январе 2024 года Барри перешёл в команду третьего саудовского дивизиона «Аль-Ула». 26 января он сделал хет-трик в своём дебютном матче, чем помог победить «Аль-Ватани» со счётом 3:2.